# Michael Günther (Mathematiker)
Michael Günther (* 1967 in München) ist ein deutscher Mathematiker und Hochschullehrer an der Bergischen Universität Wuppertal. Günther beschäftigt sich mit der numerischen Lösung von gewöhnlichen Differentialgleichungen, Differential-Algebraischen Gleichungen und deren Anwendungen.

## Leben
Günther studierte ab 1987 Mathematik mit Nebenfach Physik an der TU München, wo er 1992 das Diplom zum Thema Multirate Rosenbrock-Wanner Verfahren zur Integration von elektrischen Schaltkreisen erhielt. Im März 1995 promovierte er in Informatik an der TU München bei Peter Rentrop und Christoph Zenger zum Thema Ladungsorientierte Rosenbrock-Wanner-Methoden zur numerischen Simulation digitaler Schaltungen.
Er war von 1992 bis 1995 Forschungsassistent bei FORTWIHR (Bayerischer Forschungsverbund für Technisch-Wissenschaftliches Hochleistungsrechnen), von 1995 bis 1999 wissenschaftlicher Mitarbeiter und Wissenschaftlicher Assistent an der TH Darmstadt, Fachbereich Mathematik, in der Arbeitsgruppe Wissenschaftliches Rechnen in den Ingenieurwissenschaften und von 1999 bis 2000 wissenschaftlicher Assistent an der
Universität Karlsruhe (TH) am Institut für Wissenschaftliches Rechnen und Mathematische Modellbildung (IWRMM)
Günther vertrat von 2000 bis 2002 eine C4-Universitätsprofessur in der Abteilung Numerik als C3-Professur an der Fakultät für Mathematik und Wirtschaftswissenschaften der Universität Ulm und von 2002 bis 2003 vertrat er den Lehrstuhl für Wissenschaftliches Rechnen und Mathematische Modellbildung in den Ingenieurwissenschaften an der Universität Karlsruhe (TH).
Günther war von 2006 bis 2009 Koordinator des Marie Curie Training Network COMSON „Coupled Multiscale Simulation and Optimization in Nanoelectronics“.
Er war von 2008 bis 2009 Präsident der ECMI –
European Consortium for Mathematics in Industry und ist bis 2014 Schatzmeister der Gesellschaft für Angewandte Mathematik und Mechanik (GAMM).
Seit 2016 ist Günther Dekan der Fakultät Mathematik und Naturwissenschaften der Bergischen Universität Wuppertal.

## Schriften
- mit A. Jüngel, Finanzderivate mit MATLAB – Mathematische Modellierung und numerische Simulation, Vieweg Verlag, ISBN 978-3-8348-0879-0, 2. überarb. u. erw. Aufl. 2010.
- mit G. Ali und A. Bartel, Existence and uniqueness for an elliptic PDAE model of integrated circuits, SIAM J. Appl. Math. Vol. 70 (2010), pp. 1587–1610.
- mit Ch. Kahl und T. Rossberg, Structure preserving stochastic integration schemes in interest rate derivative modeling, Appl. Numer. Math. Vol. 58 (2008), pp. 284–295.